# آزمایشگاه مطالعات ماه و سیارات

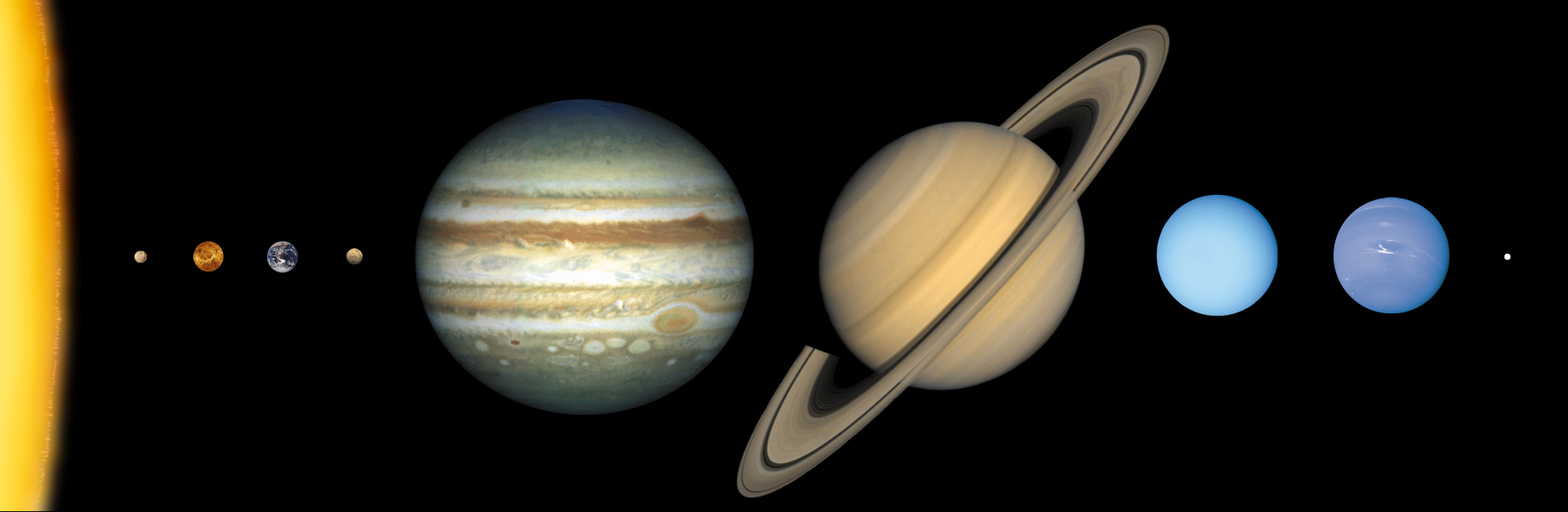
یکی ار تصاویر تولید شده توسط آزمایشگاه مطالعات ماه و سیارات

آزمایشگاه مطالعات ماه و سیارات (به انگلیسی: Lunar and Planetary Laboratory) موسوم به ال‌پی‌ال (LPL) یک آزمایشگاه علمی و فناوری دانشگاه آریزونا است.
این آزمایشگاه از مراکز بزرگ دانشگاهی در زمینه مطالعات سیاره‌شناسی در ایالات متحده آمریکاست. آزمایشگاه مطالعات ماه و سیارات در توسان در آریزونا قرار دارد.